# Ceratosolen julianae
Ceratosolen julianae är en stekelart som beskrevs av Grandi 1916. Ceratosolen julianae ingår i släktet Ceratosolen och familjen fikonsteklar.
Artens utbredningsområde är Kamerun. Inga underarter finns listade i Catalogue of Life.